# کریگان
گویگان، روستایی است از توابع بخش ساردوئیه شهرستان جیرفت در استان کرمان ایران. این روستا در منطقه‌ای کوهستانی و خوش آب‌وهوا واقع شده و به دلیل طبیعت بکر و تاریخ غنی، از اهمیت ویژه‌ای در منطقه برخوردار است. آبگرم دیمند و گویکان در فاصله ۱۰۰ کیلومتری شمال شرقی شهر جیرفت قرار دارد و از داغ‌ترین آبگرم آن است. این آبگرم یکی از مهم‌ترین جاذبه‌های گردشگری جیرفت به‌شمار می‌رود که در ارتفاع ۱۵۳۰ متری از سطح دریا واقع شده است. حرارت ۷۳ درجه، آب‌دهی تقریبی ۱۰ لیتر در ثانیه و حوضچه طبیعی آن در دل سنگ‌های آتشفشانی، این آبگرم قلیایی را از گردشگران فراوانی برخوردار کرده است. آبگرم به صورت جوششی از زمین خارج و در پایین دست، رودخانه کوچکی را به وجود می‌آورد که طراوت خاصی به منطقه می‌بخشد.

## نام‌شناسی (ریشه نام)
نام «گویگان» به احتمال زیاد از دو بخش پهلوی و فارسی باستان تشکیل شده است: «گو» (Gow) به معنی گاو یا به‌طور کلی گله و احشام، و پسوند مکان‌ساز «گان» (-gān) که به معنی «جایگاه» یا «محل» است. بر این اساس، معنی لغوی گویگان، «گاوجای» یا «محل پرورش گله» می‌باشد. این نام‌گذاری با توجه به شرایط جغرافیایی و اقلیم مناسب منطقه برای دامپروری، کاملاً منطقی به نظر می‌رسد و نشان از قدمت فعالیت‌های دامداری در این ناحیه دارد [۱].

## تاریخچه
تاریخچه سکونت در گویگان به‌طور مستقیم با کوچ اجباری ایلات لر در دوران صفویه و افشاریه گره خورده است. در این دوران، حکومت‌های مرکزی به دلایل سیاسی و نظامی، اقدام به جابجایی طوایف بزرگ لر از خاستگاه اصلی‌شان در زاگرس مرکزی (به خصوص منطقه کهگیلویه و بویراحمد) به نواحی دیگر ایران کردند. هدف از این کوچ، کنترل قدرت ایلات و همچنین استفاده از توان جنگاوری آن‌ها برای حفاظت از مرزها بود.

## جغرافیا و اقلیم
روستای گویگان در دهستان ساردوئیه و در منطقه‌ای کوهستانی با ارتفاع زیاد از سطح دریا قرار دارد. این موقعیت جغرافیایی باعث شده تا روستا دارای آب و هوای سرد و معتدل کوهستانی باشد. زمستان‌های سرد و برفی و تابستان‌های خنک و مطبوع، از ویژگی‌های اقلیمی این منطقه است. پوشش گیاهی منطقه شامل درختان ارس، بنه و گیاهان دارویی متنوع است

## جمعیت‌شناسی و مردم
مردم روستای گویگان از قوم لر هستند و به گویشی منحصر به فرد از زبان لری جنوبی صحبت می‌کنند. این گویش در عین حفظ ساختار و واژگان اصیل لری، در طول قرن‌ها تحت تأثیر زبان فارسی رایج در کرمان قرار گرفته و ویژگی‌های خاص خود را پیدا کرده است. جمعیت روستا بر اساس آخرین سرشماری‌ها [۲۰۰۰] نفر بوده است.

## اقتصاد و محصولات
اقتصاد روستای گویگان عمدتاً بر پایه دو فعالیت اصلی استوار است
1. کشاورزی: محصولاتی همچون گردو، بادام و سایر میوه‌های سردسیری به دلیل شرایط اقلیمی مناسب، در این منطقه به عمل می‌آید.
2. دامداری: پرورش دام به شیوه سنتی، از دیرباز شغل اصلی مردم این روستا بوده و نام روستا نیز می‌تواند گواهی بر این قدمت باشد.